# Râul Barcău, Criș
Barcău (magh. Berettyó) sau Beretău este un râu care izvorăște în partea nordică în Munții Apuseni, în satul Tusa, comuna Sâg, județul Sălaj. În Ungaria se varsă  în râul Crișul Repede. Are o lungime de 134 km. Pe parcursul său străbate Dealurile de Vest, Câmpia de Vest cu localitățile mai importante Suplacu de Barcău, Marghita și Berettyóújfalu.

## Izvoarele Barcăului
Râul Barcău se formează dintr-o serie de izvoare situate în Piemontul Oșteana la limita dintre Munții Meseș și Munții Plopiș. Majoritatea prezentărilor turistice ale zonei, identifică izvoarele Barcăului în două izbucuri: Izbucul Mare și Izbucul Mic. Această desemnare este improprie. Izbucul Mare alimentează de fapt, Valea Măgurii care se varsă în Toplița. Debitele din Izbucul Mic se varsă în râul Răchita. 
Cursul superior al râului Barcău, amonte de confluența cu râul Răchita este cunscut sub numele de Râul Ștei, Râul Berchesei sau Râul Bărcașu. Pe sectorul dintre confluența cu râul Barcău și Râul Toplița, râul este denumit Râul Tusa. Abia în aval de confluența cu râul Toplița, râul poartă denumirea de Râul Barcău.  